# Горенська сільська рада
Го́ренська сільська́ ра́да — адміністративно-територіальна одиниця та орган місцевого самоврядування у Києво-Святошинському районі Київської області. Ексклав Києво-Святошинського району, з півночі оточений територією Вишгородського району, а з півдня – містом Києвом. Адміністративний центр — село Горенка.

## Загальні відомості
- Територія ради: 48,1 км²
- Населення ради: 6 152 особи (станом на 2001 рік)
- Територією ради протікає річка Горенка

## Населені пункти
Сільській раді були підпорядковані населені пункти:
- с. Горенка
- с. Мощун

## Склад ради
Рада складалася з 30 депутатів та голови.
- Голова ради: Драпей Анатолій Михайлович
- Секретар ради: Яременко Петро Анатолійович

### Керівний склад попередніх скликань
| Прізвище, ім'я, по батькові   | Основні відомості                                                         | Дата обрання | Дата звільнення |
| ----------------------------- | ------------------------------------------------------------------------- | ------------ | --------------- |
| Мазниченко Тетяна Анатоліївна | Сільський голова, 1963 року народження, позапартійна                      | 26.03.2006   | 31.10.2010      |
| Драпей Анатолій Михайлович    | Сільський голова, 1962 року народження, освіта вища, член Партії регіонів | 31.10.2010   |                 |

Примітка: таблиця складена за даними сайту Верховної Ради України

### Депутати
За результатами місцевих виборів 2010 року депутатами ради стали:

#### За суб'єктами висування
| Суб'єкт висування | Кількість обраних депутатів | %    |
| ----------------- | --------------------------- | ---- |
| Самовисування     | 26                          | 86,7 |
| Партія регіонів   | 3                           | 10   |
| Єдиний Центр      | 1                           | 3,3  |

#### За округами
| № округу        | Прізвище, ім'я, по батькові          | Дата визнання обраним | Освіта             | Партійна приналежність           | Відомості про обраного депутата                                       |
| --------------- | ------------------------------------ | --------------------- | ------------------ | -------------------------------- | --------------------------------------------------------------------- |
| Єдиний Центр    |                                      |                       |                    |                                  |                                                                       |
| 1               | Степура Світлана Василівна           | 05.11.2010            | середня спеціальна | член Єдиного Центру              | Горенська сільська рада, секретар                                     |
| Партія регіонів |                                      |                       |                    |                                  |                                                                       |
| 9               | Травянко Алла Миколаївна             | 05.11.2010            | середня спеціальна | член Партії регіонів             | Горенська МА, сімейна медсестра                                       |
| 21              | Привал Оксана Анатоліївна            | 05.11.2010            | вища               | член Партії регіонів             | Госпіталь «Лісова поляна», медсестра                                  |
| 24              | Ведмеденко Тарас Петрович            | 05.11.2010            | середня            | член Партії регіонів             | ТОВ «Контур-Мет», водій                                               |
| Самовисування   |                                      |                       |                    |                                  |                                                                       |
| 2               | Голумбієвський Володимир Миколайович | 05.11.2010            | вища               | позапартійний                    | ФСТ «Спартак», тренер                                                 |
| 3               | Сакун Дмитро Сергійович              | 05.11.2010            | середня спеціальна | член Партії регіонів             | ФОП «Сакун Д. С.», приварив підприємець                               |
| 4               | Сененков Олександр Іванович          | 05.11.2010            | середня            | позапартійний                    | тимчасово не працює                                                   |
| 5               | Стегнюк Оксана Михайлівна            | 05.11.2010            | середня            | позапартійна                     | ФОП «Южакова О. Г.», продавець                                        |
| 6               | Гурневич Артем Сергійович            | 05.11.2010            | вища               | позапартійний                    | Лісгосп «Межигірське лісництво», лісник                               |
| 7               | Кочубинський Владислав Анатолійович  | 05.11.2010            | середня спеціальна | член Народної Екологічної партії | СПД «Махонько С. Г.», голова партії                                   |
| 8               | Мирончук Ігор Миколайович            | 05.11.2010            | середня спеціальна | член Партії регіонів             | ДП «Київська ЛНДС», майстер лісу                                      |
| 10              | Галенко Максим Петрович              | 05.11.2010            | вища               | позапартійний                    | тимчасово не працює                                                   |
| 11              | Гурневич Микола Васильович           | 05.11.2010            | вища               | позапартійний                    | Спеціалізована дитяча юнацька школа олімпійського резерву № 6, тренер |
| 12              | Яременко Петро Анатолійович          | 05.11.2010            | вища               | позапартійний                    | тимчасово не працює                                                   |
| 13              | Торкот Віталій Дмитрович             | 05.11.2010            | середня спеціальна | позапартійний                    | тимчасово не працює                                                   |
| 14              | Дахнович Ігор Андрійович             | 05.11.2010            | вища               | член Партії регіонів             | пенсіонер                                                             |
| 15              | Явкачтієв Алішер Іркинович           | 05.11.2010            | вища               | позапартійний                    | тимчасово не працює                                                   |
| 16              | Кириленко Олена Іванівна             | 05.11.2010            | середня спеціальна | член Партії регіонів             | СПД «Кириленко», приварив підприємець                                 |
| 17              | Федосенко Леонід Борисович           | 05.11.2010            | середня спеціальна | позапартійний                    | НЦРМА МН України, електрослюсар                                       |
| 18              | Кривда Андрій Семенович              | 05.11.2010            | середня спеціальна | позапартійний                    | тимчасово не працює                                                   |
| 19              | Гаджієв Шаміль Курбанович            | 05.11.2010            | вища               | позапартійний                    | Комунальне підприємство шкільного харчування, механік                 |
| 20              | Галаган Василь Іванович              | 05.11.2010            | вища               | позапартійний                    | Мощунська загальноосвітня школа, вчитель                              |
| 22              | Куценко Світлана Вікторівна          | 05.11.2010            | вища               | позапартійна                     | ДПІ у Подільському районі, начальник відділу                          |
| 23              | Рудой Ігор Вікторович                | 05.11.2010            | середня спеціальна | позапартійний                    | тимчасово не працює                                                   |
| 25              | Мушенок Іван Іванович                | 05.11.2010            | середня            | позапартійний                    | ТОВ «Технолоджі», оператор АЗС                                        |
| 26              | Циба Володимир Васильович            | 05.11.2010            | вища               | позапартійний                    | НВП «Укрполістірол», директор                                         |
| 27              | Родченко Віталій Геннадійович        | 05.11.2010            | вища               | член Партії регіонів             | ТОВ «Пан Укрейн», головний енергетик                                  |
| 28              | Жердецький Вадим Петрович            | 05.11.2010            | середня спеціальна | член Партії регіонів             | ПП «Жердецький В. П.», приватний підприємець                          |
| 29              | Кара Ольга Олександрівна             | 05.11.2010            | середня спеціальна | член Партії регіонів             | ПП «Кара О. О.», приварив підприємець                                 |
| 30              | Макушенко Петро Олександрович        | 05.11.2010            | середня            | позапартійний                    | Першотравневе лісництво, лісник                                       |